# Because I Said So
Because I Said So is een film uit 2007 onder regie van Michael Lehmann.

## Verhaal
Daphne Wilder (Diane Keaton) gaat op zoek naar de geschikte echtgenoot voor haar dochter Milly (Mandy Moore). Hiermee wil ze voorkomen dat haar dochter dezelfde fouten begaat als zij toentertijd. Ze komt na een lange zoektocht terecht bij de rijke Jason (Tom Everett Scott), die erg geschikt lijkt. Maar net als ze Jason aan Milly heeft weten te koppelen, heeft deze de muzikant Johnny (Gabriel Macht) ontmoet. Wie zal Milly kiezen?

## Rolverdeling
| Acteur            | Personage |
| ----------------- | --------- |
| Diane Keaton      | Daphne    |
| Mandy Moore       | Milly     |
| Gabriel Macht     | Johnny    |
| Tom Everett Scott | Jason     |
| Lauren Graham     | Maggie    |
| Piper Perabo      | Mae       |
| Stephen Collins   | Joe       |
| Colin Ferguson    | Derek     |